# Vallnord
Vallnord – ośrodek sportowy w Andorze, w Pirenejach Wschodnich. Leży w parafii La Massana, niedaleko granicy z Hiszpanią. Najbliżej położone miejscowości to Pal oraz Arinsal. Oprócz kilkunastu tras narciarskich różnego stopnia trudności, znajdują się tu także trasy do kolarstwa górskiego, jazdy konnej oraz 4x4. 
W latach 2008, 2009 i 2013 organizowano tu zawody w ramach Pucharu Świata w kolarstwie górskim.